# 프레스토 스튜디오
프레스토 스튜디오(Presto Studios)는 1990년대의 컴퓨터 게임 개발 회사로 여러 개의 상을 수상 받은 저니맨 프로젝트나 사이언 월드의 미스트 시리즈의 후속작 미스트 III: 엑자일으로 잘 알려져 있다.
2002년 8월, 프레스토 스튜디오는 Xbox 게임 웨키드!를 내놓고 문을 닫았다. 발표에 따르면, 그렉 얼러 (사장)은 회사를 폐업하면서 다음과 같이 말했다.
"사업, 경제적, 인적인 문제로 인해 프레스토 스튜디오는 소프트웨어 개발 사업을 진행하지 않는다. Xbox 게임 '웨키드!'는 우리의 마지막 작품이 될 것이다. 프레스토 스튜디오는 몇 년간 회사 독립체로 남겠지만 개발 작업을 하지 않을 것이다. 마이클과 나를 포함해 최소 인력은 10월 말까지 남을 것이다."

## 게임
- 더 저니맨 프로젝트
- 미스트 (비디오 게임)
- 미스트 III: 엑자일